# Shekel vechi

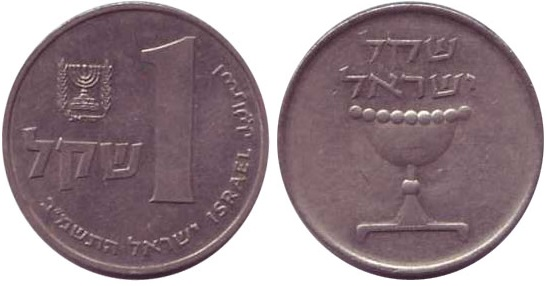
1 Shekel vechi

Shekelul a fost unitatea monetară oficială a Israelului în perioada 1980-1985.